# Empersdorf
Empersdorf est une commune autrichienne du district de Leibnitz en Styrie.